# Cratere Sanford
Sanford è un cratere lunare di 55,09 km situato nella parte nord-orientale della faccia nascosta della Luna.